# 扬亳城际铁路
扬亳城际铁路是中华人民共和国规划中的连接江苏省扬州市和安徽省亳州市之间的一条城际铁路。扬亳铁路北接亳州站，经涡阳县、蚌埠市、盱眙县、天长市到扬州市江都区。